# Chaetorellia acrolophi
Chaetorellia acrolophi är en tvåvingeart som beskrevs av White och Marquardt 1989. Chaetorellia acrolophi ingår i släktet Chaetorellia och familjen borrflugor. Inga underarter finns listade i Catalogue of Life.